# Entre Rios do Oeste
Entre Rios do Oeste är en kommun i Brasilien.   Den ligger i delstaten Paraná, i den södra delen av landet, 1 200 km sydväst om huvudstaden Brasília. Antalet invånare är 3 922. Entre Rios do Oeste ligger vid sjön Represa de Itaipu.
Trakten runt Entre Rios do Oeste består till största delen av jordbruksmark. Runt Entre Rios do Oeste är det ganska glesbefolkat, med 22 invånare per kvadratkilometer.